# Рё Саэба
Рё Саэба (яп. 冴羽獠 Саэба Рё:) — персонаж японской франшизы Городской охотник. Частный детектив из Токио, расследующий особо опасные дела. Озвучен японским сейю Акирой Камия, а также его роль исполнил Джеки Чан в кинофильме 1993 года Городской охотник. В английской версии мультсериала озвучиванием занимался актёр Мартин Блэкер, а имя героя было изменено с Рё на Джо. Варианты перевода на русский язык имени — Рю, Рио, Рё.

## Вымышленная биография
Самолёт, перевозивший семью Саэба разбился в Центральной Америке, когда Рё было 3 года. Он был единственным выжившим. Его воспитали как партизана, а о своём происхождении ему ничего не было известно. После участия в партизанских войнах Рё уезжает в США, а затем и в Японию.
Рё Саэба является частным детективом, а также личным телохранителем, работающим в Токио. Яркой особенностью его работы является то что он принимает заказы преимущественно у женщин, что взаимосвязано с его репутацией бабника. Его первым напарником был Хидэюки Макимура, который погиб в одном из расследований, после чего на попечении Рё осталась его младшая сестра Каори. Последняя любит Рё еще с самой первой встречи и на протяжении всей франшизы пытается получить от него подтверждение ответных чувств, которые очевидны всем кто узнает эту парочку поближе. (Да и самому Рё тоже, что однако он упорно скрывает, поддерживая свою репутацию бабника и не желая навсегда связывать жизнь Каори со своей опасной работой.)
Имя Рё Саэбы широко известно в околокриминальных кругах Японии, очень часто полиция обращается к нему за помощью.

### Навыки
Персонаж имеет большой опыт во владении оружием и боевыми искусствами, обладает повышенной интуицией настолько, что способен учуять скрывающихся людей. Основным оружием Рё Саэбы является шестизарядный револьвер Colt Python 357 Magnum.

### Метод работы

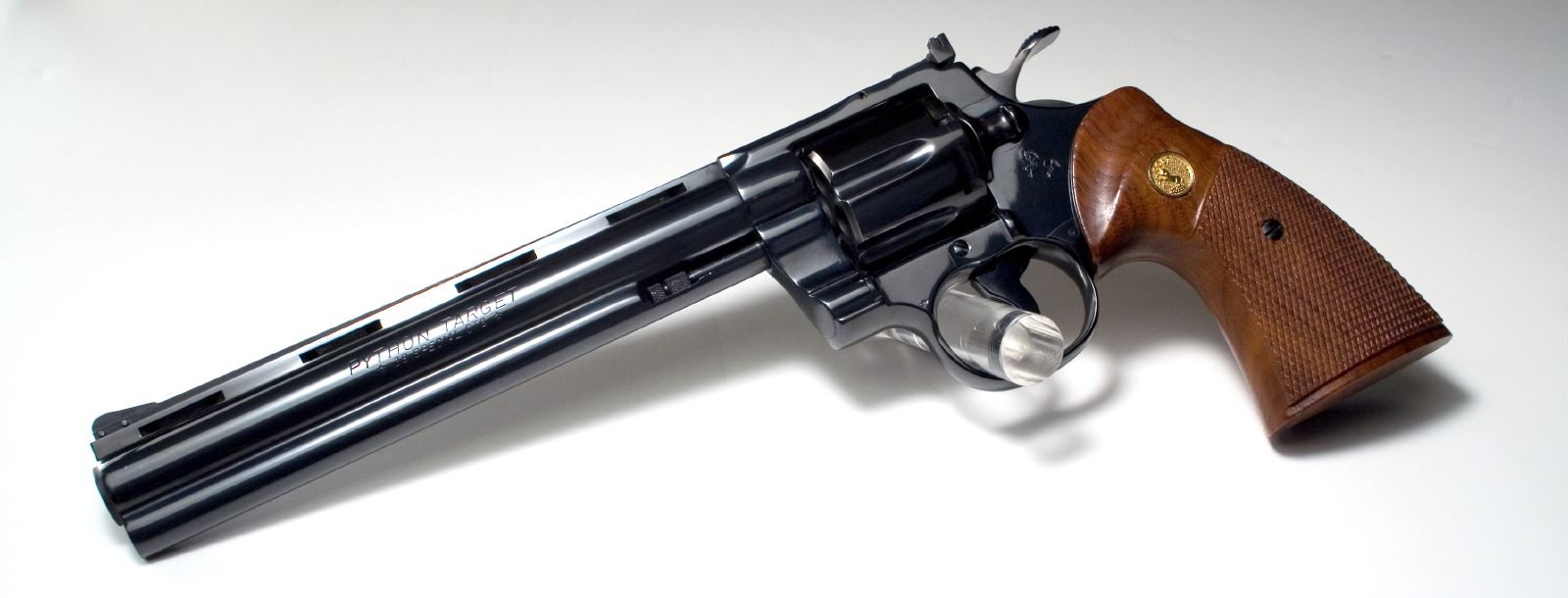
Кольт — любимое оружие Саэбы

Саэба работает как правило только на заказчиков-женщин. Согласно манге, чтобы стать его клиентом надо оставить надпись «XYZ» на грифельной доске станции Синдзюку. Сообщения доставляет ему вечно ревнующая к клиенткам Каори, служащая посредником между клиентами и самим Рё.
Свою специализацию, Рё называет как «sweeper» что в переводится как чистильщик, то есть линчеватель. Под профессией сыщика Рё скрывет истинную натуру борца с преступностью. Чистильщик как раз и должен бороться с грязью, а под грязью подразумеваются коррумпированные чиновники, продажные полицейские, наркоторговцы, и многие другие криминальные элементы препятствующие порядку. Перечень его работ довольно широк: от охраны клиента и сбора информации, вплоть до физического устранения.

### Страсть к женщинам
Самая большая слабость героя в его большом влечении к красивым девушкам, которое он сам характеризует словом моккори (モッコリ), что можно перевести как «возбуждение» или «сексуальность». Кроме всего прочего чувства Рё часто бывают неразделёнными, а сам он обманут, а иногда дамы его и подставляют. 
При этом самым важным человеком в его жизни является Каори. Несмотря на напускную грубость по отношению к Рё и постоянные конфликты из-за его домогательств к клиенткам, Каори беззаветно предана ему, а он демонстративно относится к ней как к сестре лучшего друга, при этом не представляя своей жизни без нее.
Ещё одним пятном на и так распутной репутации служит мания красть женское бельё, что является фетишизмом и сходно с японским термином Ситаки маниа, фетишизмом основанным на влечении к женским трусикам. Вместе с тем он ещё и вуайерист.

## Произведения

### Мультфильмы
- City Hunter (1987); Акира Камия
- City Hunter 2 (1988); Акира Камия
- City Hunter: .357 Magnum (1989); Акира Камия
- City Hunter 3 (1989); Акира Камия
- City Hunter: Bay City Wars (1990); Акира Камия
- City Hunter: Million Dollar Conspiracy (1990); Акира Камия
- City Hunter '91 (1991); Акира Камия
- City Hunter: Secret Service (1996); Акира Камия
- City Hunter: The Motion Picture (1997); озвучивание Мартин Блэкер
- City Hunter: Goodbye My Sweetheart (1997); Акира Камия
- City Hunter: Death of the Vicious Criminal Ryo Saeba (1999); Акира Камия
- Angel Heart (2005); Акира Камия
- City Hunter the Movie: Shinjuku Private Eyes (2019); Акира Камия

### Фильм
- Saviour of the Soul (九一神鵰俠侶) (Спаситель души) — фильм 1991 года, производство Гонконг. Первая киноадаптация, за исключением имён героев, не имеет ничего общего с франшизой и представляет собой кинофэнтези.
- Meng Bo (Мистер Мамбл) (1996), роль исполнил Майкл Ман-Кин Чоу. Несмотря на то что все имена изменены (к примеру Рё здесь зовут Мамбл), фильм считается более удачной и приближенной к оригиналу экранизацией нежели фильм с Джеки Чаном.